# Bambesiana bredoi
Bambesiana bredoi är en insektsart som först beskrevs av Vitaly Michailovitsh Dirsh 1961.  Bambesiana bredoi ingår i släktet Bambesiana och familjen gräshoppor. Inga underarter finns listade i Catalogue of Life.